# BEYOOOOONDS
 (juillet 2023).
La mise en forme du texte ne suit pas les recommandations de Wikipédia : il faut le « wikifier ».
Les points d'amélioration suivants sont les cas les plus fréquents. Le détail des points à revoir est peut-être précisé sur la page de discussion.
- Les titres sont pré-formatés par le logiciel. Ils ne sont ni en capitales, ni en gras.
- Le texte ne doit pas être écrit en capitales (les noms de famille non plus), ni en gras, ni en italique, ni en « petit »…
- Le gras n'est utilisé que pour surligner le titre de l'article dans l'introduction, une seule fois.
- L'italique est rarement utilisé : mots en langue étrangère, titres d'œuvres, noms de bateaux, etc.
- Les citations ne sont pas en italique mais en corps de texte normal. Elles sont entourées par des guillemets français : « et ».
- Les listes à puces sont à éviter, des paragraphes rédigés étant largement préférés. Les tableaux sont à réserver à la présentation de données structurées (résultats, etc.).
- Les appels de note de bas de page (petits chiffres en exposant, introduits par l'outil «  Source ») sont à placer entre la fin de phrase et le point final[comme ça].
- Les liens internes (vers d'autres articles de Wikipédia) sont à choisir avec parcimonie. Créez des liens vers des articles approfondissant le sujet. Les termes génériques sans rapport avec le sujet sont à éviter, ainsi que les répétitions de liens vers un même terme.
- Les liens externes sont à placer uniquement dans une section « Liens externes », à la fin de l'article. Ces liens sont à choisir avec parcimonie suivant les règles définies. Si un lien sert de source à l'article, son insertion dans le texte est à faire par les notes de bas de page.
- La présentation des références doit suivre les conventions bibliographiques. Il est recommandé d'utiliser les modèles {{Ouvrage}}, {{Chapitre}}, {{Article}}, {{Lien web}} et/ou {{Bibliographie}}. Le mode d'édition visuel peut mettre en forme automatiquement les références.
- Insérer une infobox (cadre d'informations à droite) n'est pas obligatoire pour parachever la mise en page.

Pour une aide détaillée, merci de consulter Aide:Wikification.
Si vous pensez que ces points ont été résolus, vous pouvez retirer ce bandeau et améliorer la mise en forme d'un autre article.
Beyooooonds (ビヨーンズ, Biyoonzu), est un girl band composée d'idoles japonaises fondé en octobre 2018. Leur premier single, "Megane no Otoko no Ko / Nippon no D・N・A! / Go Waist", est sorti le 7 août 2019.

## Historique

### 2018: Formation
Le 19 octobre 2018, Beyooooonds a été formé. Le groupe est subdivisé en trois unités, « Chica#Tetsu » dirigée par Reina Ichioka, « Ame no Mori Kawa Umi (雨ノ森 川海) » dirigée par Kurumi Takase et « SeasoningS » dirigée par Miyo Hirai.

### 2019-2020:Beyooooond1st, premier album
Le 30 avril 2019, le lancement du groupe en major a été annoncé pour le 7 août suivant. Leur premier single triple face A, "Megane no Otoko no Ko / Nippon no D・N・A! / Go Waist" (眼鏡の男の子/ニッポンノD・N・A！/Go Waist)  ", est sorti le 7 août, comme annoncé précédemment. Quant à leur premier album, Beyooooond1st, il a été mis en vente le 27 novembre de la même année. La première tournée solo du groupe a eu lieu du 2 au 17 décembre 2019, avec trois représentations dans trois villes. Le 30 décembre, le groupe a remporté le prix du "Meilleur nouvel artiste" lors des 61e Japan Record Awards.

### 2021-présent:Beyooooo2nds
Leur deuxième single, "Gekikara Love / Now Now Ningen / Konna Hazu ja Nakatta!" (激辛LOVE/Now Now Ningen/こんなハズジャナカッター!), est sorti le 3 mars 2021. Le 2 mars 2022, ils sortent leur troisième single, "Eiyū – Waratte! Chopin Senpai / Hamukatsu Mokushiroku" (英雄～笑って!ショパン先輩～/ハムカツ黙示録). Leur quatrième single "Sotomeyo... Unmei no Tabibitozan / Yume Sae Egakenai Yozora ni wa (求めよ…運命の旅人算/夢さえ描けない夜空には)" voit le jour le 12 avril 2023.

## Membres
| Prénom et nom     | Kanji           | Date de Naissance | Âge             | Groupe               | Couleur         | Notes                                                                              |
| Membres actuels   | Membres actuels | Membres actuels   | Membres actuels | Membres actuels      | Membres actuels | Membres actuels                                                                    |
| ----------------- | --------------- | ----------------- | --------------- | -------------------- | --------------- | ---------------------------------------------------------------------------------- |
| Shiori Nishida    | 西田汐里        | 7 juin 2003       | 22 ans          | CHICA#TETSU          | Rose            | Arrivée le 9 juin 2018                                                             |
| Saya Eguchi       | 江口紗耶        | 1er août 2003     | 21 ans          | CHICA#TETSU          | Jaune           | Arrivée le 9 juin 2018                                                             |
| Kurumi Takase     | 高瀬くるみ      | 16 mars 1999      | 26 ans          | Ame no Mori Kawa Umi | Vert menthe     | Arrivée le 5 mai 2017, Leader (2018-)                                              |
| Kokoro Maeda      | 前田こころ      | 23 juin 2002      | 23 ans          | Ame no Mori Kawa Umi | Bleu mer        | Arrivée le 9 juin 2018                                                             |
| Minami Okamura    | 岡村美波        | 20 octobre 2004   | 20 ans          | Ame no Mori Kawa Umi | Rose            | Arrivée le 9 juin 2018                                                             |
| Momohime Kiyono   | 清野桃々姫      | 22 décembre 2004  | 20 ans          | Ame no Mori Kawa Umi | Orange          | Arrivée le 5 mai 2017                                                              |
| Miyo Hirai        | 平井美葉        | 11 décembre 1999  | 25 ans          | SeasoningS           | Mauve           | Arrivée le 3 décembre 2018, Leader (2021-)                                         |
| Honoka Kobayashi  | 小林萌花        | 16 août 2000      | 24 ans          | SeasoningS           | Vert            | Arrivée le 3 décembre 2018                                                         |
| Utano Satoyoshi   | 里吉うたの      | 22 septembre 2000 | 24 ans          | SeasoningS           | Bleu medium     | Arrivée le 3 décembre 2018                                                         |
| Anciennes membres |                 |                   |                 |                      |                 |                                                                                    |
| Reina Ichioka     | 一岡伶奈        | 25 février 1999   | 26 ans          | CHICA#TETSU          | Bleu claire     | Arrivée le 5 mai 2017, Diplômée le 1 mars 2024, Leader des CHICA#TETSU (2017-2024) |
| Yuhane Yamazaki   | 山﨑夢羽        | 5 novembre 2002   | 22 ans          | Ame no Mori Kawa Umi | Rouge italien   | Arrivée le 9 juin 2018, Diplômée le 27 juin 2024                                   |
| Rika Shimakura    | 島倉りか        | 20 août 2000      | 24 ans          | CHICA#TETSU          | Violet claire   | Arrivée le 9 juin 2018, Diplômée le 9 juin 2025                                    |

## Discographie

### Albums studio
| Titre         | Détails                                                                                | Meilleur classement | Meilleur classement | Ventes         |
| Titre         | Détails                                                                                | Oricon              | Hot Albums          | Ventes         |
| ------------- | -------------------------------------------------------------------------------------- | ------------------- | ------------------- | -------------- |
| Beyooooond1st | - Sortie : 27 novembre 2019 - Label : Zetima - Formats : CD, téléchargement numérique  | 3                   | 6                   | - JPN : 26 692 |
| Beyoooooo2nds | - Sortie : 28 septembre 2022 - Label : Zetima - Formats : CD, téléchargement numérique | 3                   | 4                   | - JPN : 25 320 |

### Singles
| Titre | Année | Meilleur classement | Meilleur classement | Ventes          | Certifications    | Album         |
| Titre | Année | Oricon              | Hot 100             | Ventes          | Certifications    | Album         |
| --- | ----- | ------------------- | ------------------- | --------------- | ----------------- | ------------- |
| "Megane no Otoko no Ko / Nippon no D・N・A! / Go Waist" (眼鏡の男の子/ニッポンノD・N・A！/Go Waist)             | 2019  | 1                   | 2                   | - JPN : 112 367 | - RIAJ: Or (phy.) | Beyooooond1er |
| "Gekikara Love / Now Now Ningen / Konna Hazu ja Nakatta!" (激辛LOVE/Now Now Ningen/こんなハズジャナカッター!)   | 2021  | 1                   | 9                   | - JPN : 73 230  |                   | Beyoooooo2nds |
| "Eiyū – Waratte! Chopin Senpai / Hamukatsu Mokushiroku" (英雄～笑って!ショパン先輩～/ハムカツ黙示録)            | 2022  | 2                   | 4                   | - JPN : 83 814  | - RIAJ: Or (phy.) | Beyoooooo2nds |
| "Motomeyo...Unmei no Tabibitozan / Yume Sae Egakenai Yozora ni wa" (求めよ…運命の旅人算/夢さえ描けない夜空には) | 2023  | 3                   | 5                   | - JPN : 73 745  |                   |               |

## Récompenses et nominations
| Cérémonies              | Année | Catégorie               | Candidat(s)/œuvre(s) | Résultat | Ref. |
| ----------------------- | ----- | ----------------------- | -------------------- | -------- | ---- |
| Prix du record du Japon | 2019  | Meilleur nouvel artiste | Au-delà              | Gagné    | ,    |